# Pásztói ciszterci apátság
A Pásztói Ciszterci Apátság a Ciszterci Rend apátsága, jelenleg "Zirci, Pilisi, Pásztói és Szentgotthárdi kánonilag egyesített Apátság" néven működik (Zirci Apátság), de Pásztón szerzetesek nem laknak. Az apátság első említése 1138-ból származik, amikor a bencés rend tulajdonában volt. III. Béla magyar király 1190 körül adta át a ciszterci rendnek. 1265-ig maga a király volt az apátság kegyura, amikor is, az akkor uralkodó V. István király kisebbik fiának, Domonkosnak adta át. 
A török uralom alatt, 1544-ben a szerzetesek egy része elmenekült Heiligenkreuzba, aki ott maradt, azokat a törökök meggyilkolták. Az apátság ekkor gyakorlatilag megszűnt, de az apáti cím fennmaradt, melyet világi papok viseltek.
Az apátságot I. Lipót 1698-ban állította vissza, s miután visszahívta a cisztercieket, 1702-ben egyesítette a velehradi apátsággal, mivel a velehrádi apátot, Nezorin Flóriánt, egyúttal pásztói apáttá is kinevezte.
II. József a velehradi apátságot 1784. július 16-án megszüntette, ekkor a pásztói apátság tagjai a pilisiekkel együtt rövid ideig önállóak lettek, s az egri, korábban jezsuita gimnáziumban kezdtek el tanítani. Ez az állapot mindössze 1787. szeptember 16-ig állt fenn, amikor is II. József Magyarországon megszüntette a ciszterci rendet.
Az apátság helyreállítása Ferenc király alatt történt meg 1802. június 25-én, viszont 1814. augusztus 19-én a Zirci, a Pilisi és Pásztói apátságok egyesültek. Az utolsó pásztói apát Dréta Antal volt, akit I. Ferenc magyar király 1814-ben nevezett ki zirci apáttá, s így személyében az akkor létező három apátság egyesült.